# Lonely Rock
Der Lonely Rock (von englisch lonely ‚einsam, verlassen, allein‘ und rock ‚Felsen') ist ein 7 m hoher Klippenfelsen vor der Ostküste der James-Ross-Insel im antarktischen Weddell-Meer. Er liegt östlich des Ula Point am westlichen Rand des Erebus-und-Terror-Golfs.
Der Falkland Islands Dependencies Survey kartierte ihn im Jahr 1945. Das UK Antarctic Place-Names Committee benannte ihn 1949 ursprünglich als Lone Rock, änderte jedoch 1963 diese Benennung ab, um Verwechslungen mit dem Lone Rock im Archipel der Südlichen Shetlandinseln zu vermeiden. Seinen Namen verdankt der Felsen seiner isolierten Lage.